# Bismarckjugend

Logo der Bismarckjugend

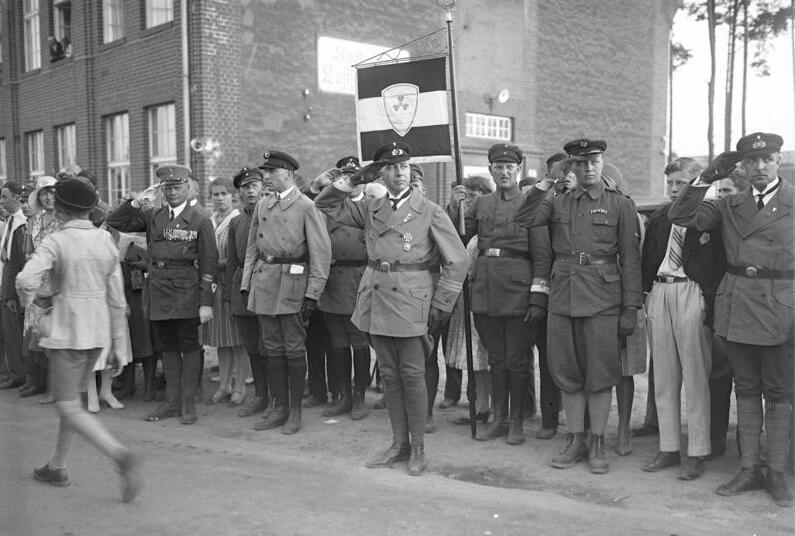
Sieveking und Bismarckjugendaktivisten, 1931.

Die Bismarckjugend (eigentlich: Bismarckjugend der Deutschnationalen Volkspartei, ab 1929 Bismarckbund) war die Jugendorganisation der Deutschnationalen Volkspartei (DNVP) in der Weimarer Republik.

## Geschichte
Die deutschnationale Berliner Bismarckjugend wurde 1920 gegründet und damit war die DNVP die letzte Partei im Reichstag, die eine eigene Jugendorganisation gründete. Im Jahr 1922 schlossen sich verschiedene der DNVP nahestehende Jugendgruppen in Hannover zum Reichsverband der Jugendgruppen der Deutschnationalen Volkspartei zusammen, der im Herbst 1922 in Bismarckjugend der Deutschnationalen Volkspartei (kurz: Bismarckjugend) umbenannt wurde. Die Bismarckjugend war politisch vollständig von der DNVP abhängig.
Zu Beginn wurde die Bismarckjugend von Wilhelm Kube geführt. Im März 1923 übernahm Hermann Otto Sieveking, seit 1922 Vorsitzender ihrer Hamburger Landsmannschaft, den Vorsitz der Bismarckjugend. Unter seiner Leitung bekam die Organisation einen paramilitärischen Charakter. Zudem begann die Bismarckjugend, jährliche nationale Jugendtreffs zu veranstalten. Nachdem Sieveking im September 1931 im Alter von 40 Jahren gestorben war, wurde im Dezember 1931 Herbert von Bismarck aus dem Hause Bismarck zu seinem Nachfolger im Vorsitz des Bismarckbundes gewählt.
Mitte 1923 zerfiel die Bismarckjugend zusehends, da die DNVP mit der gesellschaftlichen Ordnung des Kaiserreichs identifiziert und deshalb unpopulär unter Jugendlichen wurde.
Im Juli 1928 hielt die Bismarckjugend, im Rahmen ihres siebten nationalen Jugendtreffs in Friedrichsruh, das Gedenken an den dreißigsten Todestag Otto von Bismarcks ab. In Friedrichsruh befindet sich das Bismarck-Mausoleum. Das Treffen hatte eine große Bedeutung für die Mutterpartei, denn damit konnte die DNVP ihre Stärke zeigen, trotz ihres schlechten Ergebnisses bei der Reichstagswahl im selben Jahr. Gegen Ende der 1920er Jahre hatte sich die Bismarckjugend erholt und ihre Mitgliederzahl wieder vergrößert.
Nach der Gleichschaltung durch die NSDAP im Jahr 1933 wurden schließlich alle anderen Parteien entweder aufgelöst oder verboten. Am 21. Juni 1933 wurden die Jugendorganisationen der DNVP wegen angeblicher kommunistischer Unterwanderung verboten. 1935 wurden schließlich die Uniformen der Bismarckjugend per Gesetz verboten.

## Name
Nach Gründung der Organisation lautete ihr Name zunächst Reichsverband der Jugendgruppen der Deutschnationalen Volkspartei. Im Herbst 1922 wurde der Name in Bismarckjugend der Deutschnationalen Volkspartei geändert, die man dann kurz Bismarckjugend nannte. Ab 1929 wurde sie dann unter dem Namen Bismarckbund geführt.
Der Name verweist auf den deutschen Kanzler Otto von Bismarck und sollte die Organisation mit dem historischen Erbe Bismarcks verbinden. Bismarcks Enkel Otto Fürst von Bismarck erlaubte der Jugendorganisation, den Namen seines Großvaters zu benutzen.

## Mitgliedschaft

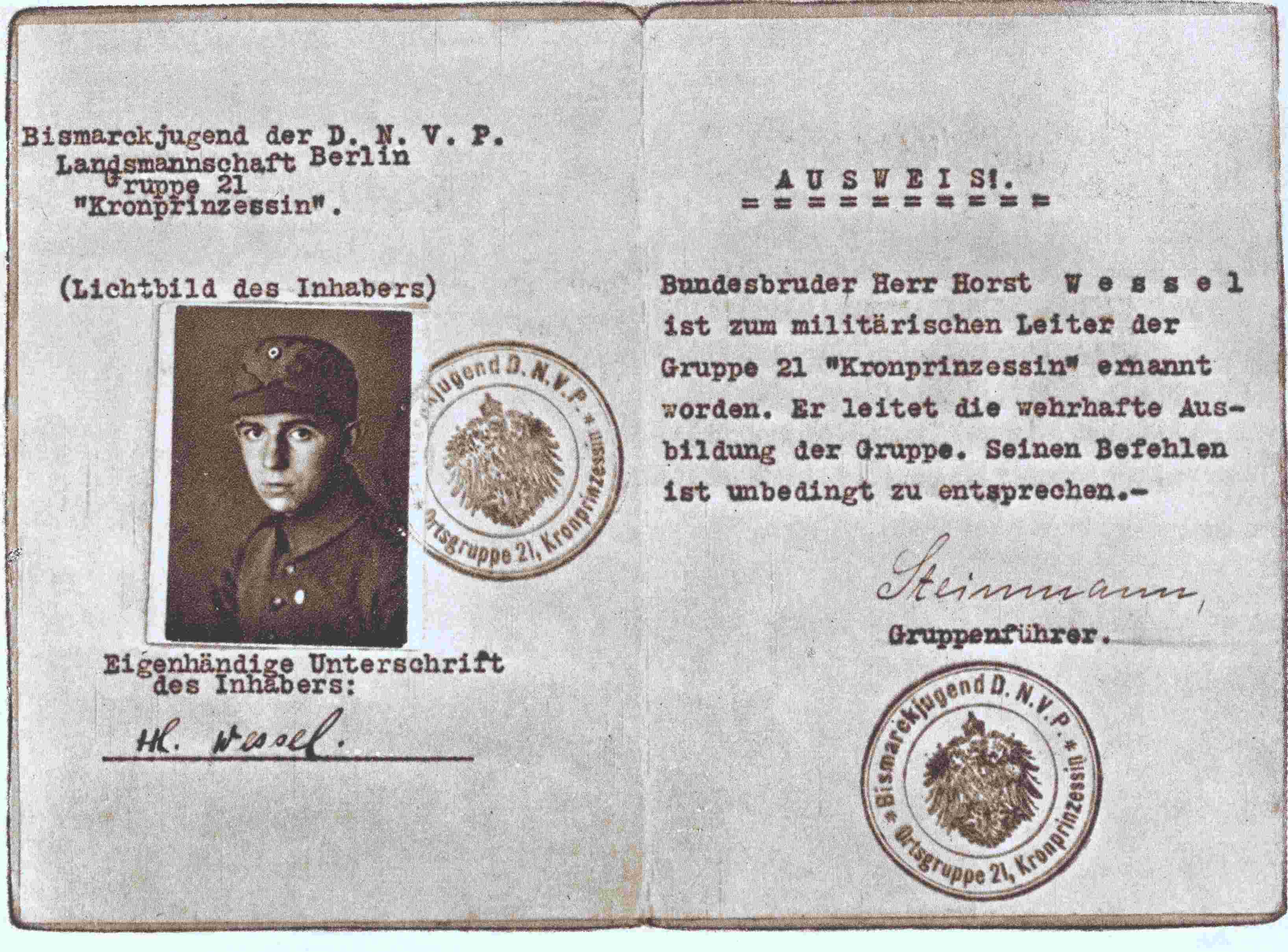
Mitgliedsausweis von Horst Wessel

Mitglieder konnten Frauen und Männer im Alter zwischen 14 und 25 Jahren werden. Die Organisation hatte 800 lokale Unterorganisationen in ganz Deutschland. Ihre ersten Ortsgruppen entstanden in den industriellen Gebieten Deutschlands. Später expandierte sie auch in die ländlichen Gebiete im Osten des Landes. Generell war die Bewegung in den protestantischen Gebieten Deutschlands stärker ausgebildet als in den katholischen. Hochburgen waren Berlin, Magdeburg, Hessen, Thüringen, Niedersachsen, Pommern, Württemberg und Hamburg.
Die meisten Mitglieder kamen aus bürgerlichen oder adeligen Familien. Dennoch war die Bismarckjugend Berlin, die größtenteils aus Mitgliedern der Arbeiterklasse bestand, die größte Teilorganisation. Der Berliner Ableger der Bismarckjugend wurde bereits 1920 gegründet. Im Jahr 1922 hatte die Bismarckjugend Berlin um die 6.000 Mitglieder, von denen 80 % der Arbeiterklasse entstammten.
Die größte Mitgliederzahl wurde mit 42.000 erreicht, was die Bismarckjugend zur stärksten Parteijugendorganisation nach der Sozialistischen Arbeiter-Jugend der SPD machte.

## Zeitschrift
Die Bismarckjugend veröffentlichte die Zeitschrift Deutsches Echo.